# Östersjöstiftelsen
Stiftelsen för forskning inom områden med anknytning till Östersjöregionen och Östeuropa , eller Östersjöstiftelsen, är en forskningsstiftelse bildad av den svenska regeringen 1994. Stiftelsen stödjer forskning med anknytning till Östersjö- och Östeuropaområdet. Östersjöstiftelsen har till uppgift att stödja forskning, forskarutbildning och akademisk infrastruktur med anknytning till Östersjöregionen och Östeuropa vid Södertörns högskola.

## Historik
Stiftelsen bildades 1994 med knappt 1,3 miljarder kronor av kapitalet från löntagarfonderna och hade vid slutet av 2019 ett kapital om drygt 6,6 miljarder kronor. Stiftelsen har sammantaget till och med år 2019 beviljat cirka 3,7 miljarder kronor till Södertörns högskola sedan dess tillkomst. En stor del av beviljade medel har anslagits till olika forskningsprojekt inom framför allt humaniora och samhällsvetenskap, men också inom naturvetenskap främst med inriktning mot miljöfrågor.
Östersjöstiftelsen bidrar till det 2005 inrättade Centrum för Östersjö- och Östeuropaforskning vid Södertörns högskola och till högskolans bibliotek. Sedan 2008 finansierar stiftelsen tidskriften Baltic Worlds som utkommer kvartalsvis. Stiftelsen finansierar även ett professorsprogram vid högskolan.

## Stiftelsens styrelse
Östersjöstiftelsens verksamhet leds av en styrelse, som utses av regeringen (två ledamöter) och av styrelsen själv (sju ledamöter). Förslag till ledamöter (sex personer) lämnas av Kungliga Vetenskapsakademin, universitet och högskolor samt myndighetscheferna för Vetenskapsrådet, Forskningsrådet för hälsa, arbetsliv och välfärd (Forte), Forskningsrådet för miljö, areella näringar och samhällsbyggande (Formas) samt Verket för innovationssystem (Vinnova). En ledamot föreslås av styrelsen själv.
Styrelsen har två delegationer: en placeringsdelegation sedan 2000, som förvaltar stiftelsens kapital, och en forskningsdelegation från 2002, som bereder forskningsfrågor.
Stiftelsen har ingen verkställande direktör.

## Finansiell utveckling
Perspektivet för Östersjöstiftelsen är att det ursprungliga kapitalet ska förvaltas så att det över tid minst bibehåller sitt reala värde enligt en planeringspolicy, som fastställs av stiftelsens styrelse.
Stiftelsens kapital har sedan 1994 givit en avkastning, som har varit jämbördig med eller överstigit jämförelseindex. Det har dock skett större kapitalförluster vid två tillfällen: 2008 och 2011.
I januari 2008 gjorde stiftelsen en bruttoförlust på 270–300 miljoner kronor, när den tvingades sälja en stor mängd amerikanska kommunobligationer. Dessa hade köpts 2004 för 300 miljoner och såldes för omkring 20–30 miljoner kronor. Trots detta bestämde sig placeringsansvarige Per-Olof Edin att gå in i resterna av den gamla fonden med 300 miljoner kronor, men efter turbulensen på finansmarknaderna sålde stiftelsen i månadsskiftet oktober/november de amerikanska kommunobligationerna med en rejäl förlust: 200 miljoner kronor av investerade 300 miljoner.
Edin medgav att strategin innebar kortsiktiga och medellånga risker, och att hans egna bedömningar ofta gått emot marknadens. Det hade tidigare lett till stora vinster, men stiftelsen uppskattas i och med detta ha gjort förluster på totalt omkring en miljard i finanskrisens spår,[källa behövs] motsvarande omkring 10–15 procent i långsiktig utdelningsförmåga.
Östersjöstiftelsen förlorade drygt 850 miljoner kronor under 2011. Av de nära fem miljarder kronor, som fanns i kassan i januari 2011, fanns bara litet mindre än fyra miljarder kvar i december samma år.

## Ordförande
- 2008–2011 Lars Haikola
- 2012–juni 2016 Gillis Cullin (född 1944)
- Juni 2016–juni 2022 Lars Haikola
- Juli 2022–februari 2023 Karin Röding[7]
- Februari 2023–april 2023 Katarina Leppänen[7] (född 1969)
- Från april 2023–  Ilkka Henrik Mäkinen[7] (född 1956)